# Euplexia euarmosta
Euplexia euarmosta là một loài bướm đêm trong họ Noctuidae.